# Prix Ivoire
Le prix Ivoire ou prix Ivoire pour la littérature africaine d’expression francophone est un prix littéraire créé en 2008 par l’association Akwaba Culture basée à Abidjan. Il est organisé avec le concours du ministère ivoirien de la Culture et de la Francophonie. 

## Présentation
Le prix Ivoire récompense, sur la base de leur qualité intrinsèque, des œuvres publiées ou traduites en français, relevant de la littérature africaine et produites par des écrivains africains ou des éditeurs installés sur le continent ou non.
Le prix ivoire est aujourd'hui un événement important dans le monde des lettres. Le prix est doté d'un montant de deux millions de francs CFA, et d’un trophée.

## Les lauréats
- 2008 : Racine Kane (Sénégal) pour Les Ballades nostalgiques (éd. Panafrika / Silex).
- 2009 : Tiburce Koffi (Côte d’Ivoire) pour Mémoire d’une tombe, (éd. NEI-CEDA) ;
- 2010 : Elizabeth Ewombè-Moundo (Cameroun), pour La Nuit du monde à l’envers, Dakar, éd. Panafrika / Silex / Nouvelles du Sud ;
- 2011 : Frédéric Grah Mel (Côte d’Ivoire) pour Félix Houphouët-Boigny, biographie, tomes 2 et 3, (éd. du Cerap / éd. Karthala) ;
- 2012 : Mariama Ndoye (Sénégal), L’arbre s’est penché, roman, éd. Eburnie, 2011 ;
- 2013 : Hemley Boum (Cameroun), Si d’aimer…, roman, éd. La Cheminante, 2012 ;
- 2014 : Bahaa Trabelsi (Maroc), Parlez-moi d’amour, récits, éd. La Croisée des chemins ;
- 2015 : Kettly Mars (Haïti), Je suis vivant, éd. Mercure de France ;
- 2016 : Marijosé Alie (Martinique), Le convoi, roman, éd. HC Editions ;
- 2017 : Johary Ravaloson (Madagascar), Vol à Vif, roman, éd. Dodo Vole ;
- 2018 : Gauz Armand Gbaka Brédé (Côte d’Ivoire), Camarade Papa, roman, Le Nouvel Attila, 2018 ;
- 2019 : Isabelle Rochet (Côte d'Ivoire), Le savon de la forêt, roman, éd. l'Harmattan, 2019 ;
- 2021 : Blaise Ndala (RDC/Canada), Dans le ventre du Congo, roman, éd. La Vallesse, février 2021[4] ;
- 2022 : Sami Tchak (Togo), Le continent du Tout et du presque Rien, roman, éd. Jean-Claude Lattès, 2021[5].
- 2023 : Jennifer Richard (Guadeloupe), Notre Royaume n’est pas de ce monde (éd. Albin Michel, 2022)[6];
- 2024 : Azza Filali (Tunisie), Malentendues (éd. Elyzad, 2024)[7].